# Элленберг (Рейнланд-Пфальц)
Элленберг (нем. Ellenberg) — община в Германии, в земле Рейнланд-Пфальц.
Входит в состав района Биркенфельд. Подчиняется управлению Биркенфельд. Население составляет 94 человека (на 31 декабря 2010 года). Занимает площадь 2,01 км².